# Исмайлов, Гусейн Алескер оглы
Гусейн Алескер оглы Исмайлов (азерб. Hüseyn Ələsgər oğlu İsmayılov; род. 1952) — азербайджанский учёный, доктор филологических наук, директор Института фольклора НАНА (2003—2011).

## Биография
Гусейн Исмайлов родился 10 декабря 1952 года в селе Агбулаг Красносельского района Армянской ССР. Окончив в 1970 году среднюю школу в родном селе, поступил на филологический факультет Азербайджанского государственного педагогического института имени В. И. Ленина. В 1975—1976 годах служил в рядах советской армии.
В 1986 году в институте литературы имени Низами НАНА защитил диссертацию и получил степень кандидата филологических наук.
С 1989 по 1997 год работал доцентом на кафедре Азербайджанского языка Азербайджанского института нефти и химии имени М. Азизбекова.
С 1989 по 1995 год работал заместителем директора «Дворца фольклора» — научно-культурного центра в составе института литературы им. Низами НАНА. С 1998 года по 2011 год являлся директором «Дворца фольклора» (с 2003 года Институт фольклора НАНА)
В 2004 году награждён премией «За вклад в тюркский фольклор».

## Научная деятельность
Гусейн Исмайлов — автор 200 опубликованных научных работ. Основными достижениями ученого являются — выявление процесса исторического развития ашугского искусства, определение фольклорной специфики древнетюркских (в том числе древнеазербайджанских) верований.
Его заслугами являются выявление идейно-эстетических основ народной поэзии и их трансформации; определение историко-поэтических характеристик эпических жанров.

### Избранные научные труды
- Ашугское творчество: генезис и этапы развития. Баку, Элм, 2002;
- Геокчинская ашугская среда: становление и пути развития. Баку, Элм, 2002;
- Геокчинский фольклор: Антология Азербайджанского фольклора. Баку, Седа, 2000;
- Миски́н Абдал. Баку, Седа, 2001; ISBN 5-86874-228-1 азерб. {{{1}}}
- Букет мудрости (образцы фольклора). Баку, Седа, 2000.